# Luigi Campini
Luigi Campini (Montichiari, 14 agosto 1816 – Brescia, 14 luglio 1890) è stato un pittore italiano, esponente del Romanticismo.

## Biografia
Luigi Campini, allievo di Gabriele Rottini, pur subendo l'influenza del neoclassicismo appartiene alla scuola romantica guidata da Francesco Hayez e Giuseppe Bertini. 
Fecondo ritrattista e decoratore su commissione delle più importanti e ricche famiglie bresciane, è noto come docente sia nelle scuole che presso privati: tra i suoi più noti allievi vi furono lo scapigliato Francesco Filippini, Achille Glisenti e Arnaldo Soldini e Luigi Lombardi. Suo cugino, Cesare Campini, fu pittore e incisore.